# Narodowa Partia Awami
Narodowa Partia Awami (urdu: عوامی نيشنل پارٹی, paszto: ملي عوامي ګوند') – lewicowa, socjalistyczna partia polityczna. Obecnym prezydentem partii jest Asfandyar Wali Khan. Pozostałymi liderami ugrupowania są Bushra Gohar i Afrasiab Khattak.
Jest główną partią Pasztunów w Pakistanie. Regionem tradycyjnie popierającym partię jest Chajber Pasztunchwa, ale partia odnosi także wysokie wyniki w prowincjach Beludżystan i Sindh.
Partia sytuuje się na lewo od PPP.